# Феофилакт (Моисеев)
Епи́скоп Феофила́кт (в миру Никола́й Алексе́евич Моисе́ев; 30 апреля 1949, Неёлово, Сафоновский район, Смоленская область — 22 марта 2023, Сергиев Посад, Московская область) — архиерей Русской православной церкви, бывший епископ Мытищинский (2021), викарий патриарха Московского и всея Руси (2011—2021).

## Биография
Родился 30 апреля 1949 года в селе Неёлово Сафоновского района Смоленской области. По окончании средней школы служил в Вооружённых Силах.
В 1975 году окончил Московский историко-архивный институт и до 1978 года работал старшим научным сотрудником Государственного архива Московской области.
С 1975 по 1990 год — сотрудник издательского отдела Московской патриархии: редактор отдела «Проповедь», «Богословского отдела», заведующий отделом «Церковная жизнь». В составе научно-исследовательской группы по изданию богослужебных книг с 1975 по 1990 год участвовал в издании круга Миней (тома 1—12), других серийных и непериодических изданий. Его авторские церковно-исторические статьи, исследования и проповеди опубликованы в «Журнале Московской Патриархии», «Богословских трудах» и других отечественных и зарубежных православных изданиях.

### В Троице-Сергиевой лавре
С 1978 по 1984 год учился в Московской духовной семинарии и Московской духовной академии. Последнюю окончил со степенью кандидата богословия за курсовую работу «Святитель Иов, первый Патриарх Русской Церкви».
6 января 1982 года рукоположён в сан диакона. 28 апреля 1983 года в Троице-Сергиевой лавре был пострижен в монашество, а 28 августа того же года рукоположён во иеромонаха в Покровском храме Московской духовной академии.
В 1984—1989 годах преподавал в Московских духовных семинарии и академии на кафедрах истории Русской церкви и Священного Писания Нового Завета, одновременно был заведующим библиотекой академии и помощником инспектора.
4 декабря 1985 года был возведён в сан игумена.
В 1989 году в связи с открытием Киевской духовной семинарии был направлен для организации учебного процесса в качестве учёного секретаря и преподавателя. В 1990 году возвратился в Троице-Сергиеву лавру.
С 1991 года являлся настоятелем возвращённого Русской православной церкви Гефсиманского Черниговского скита Троице-Сергиевой лавры.
28 апреля 1995 года патриархом Алексием II был возведён в сан архимандрита.

### Епископ Брянский и Севский
13 марта 2002 года решением Священного синода определён быть епископом Брянским и Севским.
20 апреля в храме Христа Спасителя за Божественной литургией была совершена хиротония архимандрита Феофилакта (Моисеева) во епископа Брянского и Севского. Хиротонию совершили патриарх Московский и всея Руси Алексий II, митрополиты Крутицкий и Коломенский Ювеналий (Поярков), Смоленский и Калининградский Кирилл (Гундяев), Солнечногорский Сергий (Фомин), Волоколамский и Юрьевский Питирим (Нечаев); архиепископы Нижегородский и Арзамасский Евгений (Ждан), Истринский Арсений (Епифанов), Верейский Евгений (Решетников); епископы Филиппопольский Нифон (Сайкали) (Антиохийский патриархат), Орехово-Зуевский Алексий (Фролов), Дмитровский Александр (Агриков), Сергиево-Посадский Феогност (Гузиков) и Пермский и Соликамский Иринарх (Грезин). По приглашению патриарха Московского и всея Руси Алексия II в церемонии приняли участие губернатор Брянской области Юрий Лодкин и председатель Брянской областной думы Степан Понасов.
6 октября 2003 года по ходатайству епископа Феофилакта подготовительные пастырские курсы в Брянске были преобразованы в Брянское духовное училище.
С апреля 2005 года — со времени создания комиссии по делам старообрядных приходов и по взаимодействию со старообрядчеством при отделе внешних церковных связей является её постоянным членом, возглавляя в этой комиссии рабочую группу по собеседованиям со старообрядцами.
Являлся членом Общественного совета Брянской области, Общественного совета при УВД Брянской области, сопредседатель рабочей группы по благоустройству и реставрации объектов природоохранного назначения города Брянск «Брянский кремль», «Покровская гора», «Чашин курган» при Брянской городской администрации.
С 2007 года являлся председателем правления Брянского регионального общественного фонда «Брянский кафедральный собор», основной задачей которого являлось воссоздание Троицкого кафедрального собора.
В 2009 году назначен ректором Брянского епархиального женского училища.
В 2008—2009 годах принимал участие в заседаниях осенне-зимней сессии Священного синода Русской православной церкви, а также в Архиерейском и Поместном соборах.

### Викарий патриарха
28 декабря 2011 года решением Священного синода назначен епископом Дмитровским, викарием Московской епархии.
16 марта 2013 года распоряжением патриарха Кирилла назначен управляющим Юго-Западным викариатством города Москвы. 16 июля решением Священного синода назначен наместником возрождённого Андреевского ставропигиального монастыря в Москве. 2 сентября назначен настоятелем подворья патриарха Московского и всея Руси — храма Воскресения Христова в Пленницах бывшего Андреевского монастыря города Москвы.
С 10 февраля 2014 по декабрь 2018 года — исполнительный директор Синодальной библиотеки Московского патриархата.
С 2005 по 2017 год был членом Комиссии по делам старообрядных приходов и по взаимодействию со старообрядчеством.
30 июня 2020 года в дополнение к несомым послушаниям назначен исполняющим обязанности первого заместителя управляющего делами Московской патриархии и помощником первого викария патриарха Московского по городу Москве с возложением на него ответственности по руководству документооборотом.
13 апреля 2021 года Священный синод определил епископу Феофилакту именоваться епископом Мытищинским.
27 ноября 2021 года патриарх Кирилл временно приостановил исполнение епископом Феофилактом обязанностей наместника Андреевского ставропигиального мужского монастыря, помощника первого викария патриарха по городу Москве, управляющего Юго-Западным викариатством Москвы, поручив временное управление обителью митрополиту Каширскому Феогносту, а временное управление викариатством — епископу Верейскому Пантелеимону. Официально причина временного отстранения не была озвучена, но за несколько дней до данного распоряжения в сети интернет появились две записи с богослужений, где епископ Феофилакт во время совершения Евхаристии бил сослужащее духовенство. Данные видео вызвали резонанс в церковной среде.
29 декабря 2021 года Священный синод постановил епископа Феофилакта почислить на покой по его прошению по состоянию здоровья, определив ему местом пребывания Свято-Троицкую Сергиеву лавру, освободив его от должности наместника Андреевского ставропигиального мужского монастыря и прочих послушаний в Московской патриархии.
Скончался 22 марта 2023 года на 74-м году жизни. 24 марта 2023 года в Черниговском Гефсиманском скиту Свято-Троицкой Сергиевой лавры состоялось отпевание епископа, которое возглавил митрополит Каширский Феогност (Гузиков). Епископ Феофилакт был погребен на территории скита, за алтарной частью храма Черниговской иконы Божией Матери.

## Церковные награды
- Орден преподобного Сергия Радонежского II степени (29 августа 2008)[23]
- Орден преподобного Сергия Радонежского I степени (24 мая 2009)[24]
- Орден святого благоверного князя Даниила Московского II степени (1 июля 2012)[25]
- Орден преподобного Сергия Радонежского III степени (30 апреля 2019) — «во внимание к усердным трудам и в связи с 70-летием со дня рождения»[26]

## Публикации
- Преподобный Иоасаф Каменский, Вологодский // Журнал Московской Патриархии. 1978. — № 11. — С. 57-61.
- Сказание о начале Спасо-Каменнаго монастыря / примеч.: Моисеев Н. // Журнал Московской Патриархии. 1978. — № 11. — С. 59-61
- Годовщина прославления святителя Московского Иннокентия // Журнал Московской Патриархии. 1979. — № 2. — С. 12-15.
- «Празднование в Твери. Собор Тверских Святых». // Журнал Московской Патриархии. 1979. — № 7. — С. 15-20
- Сказание о Мамаевом побоище / примеч.: Моисеев Н. // Журнал Московской Патриархии. 1980. — № 10. — С. 59-72
- Преподобный Нил Синайский // Журнал Московской Патриархии. 1981. — № 3. — С. 60-62.
- Международная встреча христианской молодежи в Ленинграде // Журнал Московской Патриархии. 1981. — № 10. — С. 63-64.
- Острожская Библия // Журнал Московской Патриархии. 1981. — № 12. — С. 75-80.
- Торжество в Золотоношском монастыре (100-летие прославления Козельщанской иконы Божией Матери) // Журнал Московской Патриархии. 1981. — № 6. — С. 19-20. (в соавторстве с В. Казанцев)
- «600 лет победы на Куликовом поле: библиография» // Богословские труды. 1981. — № 22. — С. 178—237.
- На празднике Преподобного Сергия // Журнал Московской Патриархии. 1983. — № 9. — С. 5-6.
- В Лавре Преподобного Сергия // Журнал Московской Патриархии. 1983. — № 12. — С. 9.
- Празднование 40-летия «Журнала Московской Патриархии» // Журнал Московской Патриархии. 1984. — № 1. — С. 20-28.
- Рождественские поздравления Святейшего Патриарха Пимена: в Троице-Сергиевой Лавре // Журнал Московской Патриархии. 1984. — № 3. — С. 11-12.
- Празднование 600-летия явления Тихвинской иконы Божией Матери // Журнал Московской Патриархии. 1984. — № 3. — С. 13-14.
- Новый наместник Троице-Сергиевой Лавры [архимандрит Алексий (Кутепов)] // Журнал Московской Патриархии. 1984. — № 6. — С. 17—18.
- Слово в день 300-летия Московской Духовной Академии // Журнал Московской Патриархии. 1986. — № 3. — С. 30-31.
- «Библиотека Московской Духовной Академии (исторический очерк)» [библ. 13] // Московская Духовная Академия. 300 лет (1865—1985). Богословские труды: юбилейный сборник. — М. : Издание Московской Патриархии, 1986. — С. 247—263
- Празднование Собора всех святых, в Земле Российской просиявших // Вестник Русского Западно-Европейского Патриаршего Экзархата. 1988. — № 116. — С. 173—180.
- Московская Духовная Академия и Троице-Сергиева Лавра (книжность и просвещение) [библ. 18] // Богословские труды. 1989. — № 29. — С. 254—259.
- Благоверный князь Димитрий Донской (к 600-летию со дня блаженной кончины (1389—1989)) // Журнал Московской Патриархии. 1989. — № 3. — С. 61—64
- Благоверный князь Димитрий Донской // Журнал Московской Патриархии. 1989. — № 4. — С. 60—63
- Слово в Неделю Всех святых, в земле Российской просиявших // Журнал Московской Патриархии. 1989. — № 7. — С. 41—42
- «Слово похвальное всем русским святым» — памятник церковной литературы XVI века // Тысячелетие крещения Руси: Материалы Международной церковной научной конференции «Богословие и духовность» (Москва, 11-18 мая 1987 г.). — М.: Московская Патриархия, 1989. — С. 295—299.
- Слово в Неделю о Страшном Суде // Журнал Московской Патриархии. 1990. — № 2. — С. 79—80
- Святитель Иов — первый русский Патриарх (к 400-летию учреждения патриаршества) // Богословские труды. 1990. — № 30. — С. 200—240.
- Святитель Иов - первый русский патриарх. — Тверь: Твер. обл. кн.-журн. изд-во, 1996. — 111 с. — (Старица: путь длиною в семь веков). — ISBN 5-85457-071-8.
- Брянский Кафедральный Собор Святой Живоначальной Троицы. — Троице-Сергиева Лавра, 2012.